# Weg van de minste weerstand
De weg van de minste weerstand is een traject van A naar B dat minder energie kost dan andere mogelijke trajecten van A naar B. Het idee wordt als verklaring voor natuurlijke fenomenen gebruikt, maar ook als metafoor voor menselijk gedrag. Als er verschillende manieren zijn om iets te bereiken, maar eentje kost het minste moeite, dan wordt deze manier weleens 'de weg van de minste weerstand' genoemd. In de natuur zien we een dynamisch systeem vaak 'de weg van de minste weerstand' nemen. Bijvoorbeeld als regenwater van een berg naar de zee stroomt.

## Natuurkundig principe
Het formele equivalent van 'de weg van de minste weerstand' is het actieprincipe in de natuurkunde. Dit principe stelt dat de natuur het pad van de minste actie volgt. Wanneer er bijvoorbeeld geen krachten werken, beweegt een object in een rechte lijn. Iedere afwijking van deze lijn is namelijk een pad waarvoor de actie groter is dan de rechte lijn. De hoeveelheid actie is in dit geval gelijk aan de hoeveelheid beweging. Een wiskundige beschrijving van het principe van de minimale actie wordt gegeven in het artikel Actie (natuurkunde). Voor de ontstaansgeschiedenis zie het Principe van de kleinste werking

## Stromend water
Als water in een bergachtig landschap naar beneden stroomt, neemt het steeds de richting waarin de helling het steilst is. Dit komt doordat de kracht op het water in deze richting groter is dan in de andere richtingen. De waterstroom in zijn geheel zal dan een pad naar beneden nemen dat gemiddeld genomen steiler is dan naburige paden. Water stroomt niet een stukje heuvelopwaarts, om daarna steiler naar beneden te kunnen. Daarom wordt het gevolgde pad alleen met paden vergeleken die voldoende dicht bij het werkelijke pad liggen.

## Elektrische stroom
In stroomkringen wordt ook vaak gesproken over de weg van de minste weerstand. In het geval van een parallelschakeling verdeelt de elektrische stroom zich over de weerstanden om de kleinste totale weerstand te bekomen. 'De weg' is in dit geval dus een verdeling over meerdere wegen. Als er bijvoorbeeld sprake is van een grote en een kleine weerstand, zal de stroomsterkte door de grote weerstand kleiner zijn dan die door de kleine weerstand. De verhouding in stroomsterkte is dusdanig dat de totale weerstand minimaal is.